# Carcarañá
Carcarañá, è una città ubicata nel Departamento (Dipartimento) San Lorenzo, ed è situata nella parte meridionale della provincia argentina di Santa Fe, sulla riva destra del fiume omonimo.

## Geografia e clima
La città si trova a 44 km ad ovest dell'importante agglomerazione di Rosario, (terza in Argentina dopo quella di Buenos Aires e di Córdoba) e a poco più di 200 km dalla capitale della Provincia, Santa Fe. È posta al centro della pampa humeda (pampa umida), regione particolarmente fertile e dal clima temperato. Le precipitazioni annue sono generalmente comprese fra i 900 e i 1.000 mm e la temperatura media si aggira attorno ai 17 °C con una media del mese più freddo (giugno, più raramente luglio) di circa 10 °C e del mese più caldo (gennaio) di 24,5 °C. In inverno (giugno-settembre) possono prodursi alcune gelate. Rare sono invece le precipitazioni a carattere nevoso.

## Origini del nome
Il nome trae con molta probabilità origine dal vocabolo guaraní Cara-cara-aña (il cui significato è: "diavolo di carancho"). La popolazione aborigena, all'epoca della colonizzazione spagnola, era costituita dagli indiani Querandí, che parlavano una variante della lingua guaranì. I primi bianchi che si stabiliscono in zona furono i gesuiti nella prima metà del XVIII secolo.

## Storia

### La Colonia
L'abitato iniziò a svilupparsi attorno al 1870, in concomitanza con l'apertura di una stazione del Ferrocarril Central Argentino. In quell'anno dati non ufficiali calcolavano che sul posto vivevano 63 abitanti, raggruppati in 14 famiglie. Due anni più tardi (maggio 1872) gli abitanti erano saliti a 510, stabiliti in massima parte nelle campagne circostanti, non nel paese. Circa il 90% di essi erano stranieri: Francesi (155 residenti) e Svizzeri (150 residenti) in maggioranza, seguiti da italiani (70 residenti), tedeschi, britannici e statunitensi (gli argentini sono solo una cinquantina).
Nel 1882 gli Italiani (piemontesi in massima parte) divennero la colonia demograficamente più consistente. Su un totale di 160 famiglie (e 716 abitanti), 50 erano di nazionalità italiana. Molto numerosi erano ancora i nuclei familiari francesi (41 unità) e svizzeri (24 unità) seguiti da quelli argentini (20 unità), spagnoli (8 unità), tedeschi (7 unità), inglesi (5 unità) e cileni (3 unità). Sulla base della confessione religiosa, 132 famiglie si dichiararono cattoliche e 28 protestanti. Va specificato tuttavia che, in tale stima (realizzata dall'Ispettore governativo Víctor Bouchard), veniva tenuta in conto solo la nazionalità dei capifamiglia e non dei membri più giovani, molti dei quali nati in Argentina e considerati a tutti gli effetti argentini secondo la normativa locale. Nel censimento provinciale successivo (1887), effettuato su base individuale e non familiare, su un totale di 1.081 abitanti, la popolazione nativa (formata in massima parte dai discendenti degli immigrati europei) era leggermente superiore a quella straniera.

### Il Comune
Il 10 dicembre 1890 Carcarañá divenne Comune: gli italiani residenti, che da circa un decennio costituivano la colonia straniera più numerosa, si erano andati imponendo sempre più nella vita economica e culturale cittadina. Il 18 marzo 1900 venne inaugurata la prima associazione italiana locale: la Società Coloni Italiani e nel 1907, per interessamento del console italiano di Rosario, si aprì una succursale della Dante Alighieri. Il nucleo urbano continuò a svilupparsi nei primi decenni del novecento. Nel 1906 venne fondato il Club Atletico Carcarañá Cremería e, un anno più tardi, fu aperta la prima biblioteca pubblica della cittadina, la Biblioteca Campaña. Sul finire degli anni trenta del secolo, Carcarañá raggiunse i 6.000 abitanti. Dopo un incremento demografico piuttosto moderato fino al 1970 (8.788 residenti secondo i dati censuali di quell'anno), si avvertì un nuovo, sensibile aumento della popolazione nel decennio successivo, che la portò a superare gli 11.000 abitanti nel 1980.

### Il Municipio
Il giorno 8 gennaio 1981 Carcarañá è divenuta Municipio, ha assunto cioè, anche ufficialmente, lo status di città. Da allora la crescita demografica ed economica è stata ininterrotta, favorita dalla vicinanza di Rosario e del suo porto e dalle eccellenti vie di comunicazione, stradali e ferroviarie, di cui il sud della provincia di Santa Fe è dotato. Nel 1991 sono stati censiti 14.451 abitanti, e nel 2001 15.619, con un aumento dell'8,08% sulla precedente rilevazione censuale.

## Economia
Lo sviluppo economico di Carcarañá è fondato anzitutto sull'agricoltura (soia, grano e mais in particolare) e sull'allevamento bovino e suino. La città si trova infatti in una delle zone più fertili d'Argentina, nella cosiddetta pampa humeda. Fra le attività manifatturiere vanno segnalate, oltre quelle direttamente connesse con l'attività agricola (fabbriche di farina e di prodotti lattei e attrezzature per l'agricoltura), alcune importanti industrie di mobili, tradizionalmente presenti in zona. Fiorenti sono in città le attività commerciali supportate da un'adeguata rete bancaria.
Negli ultimi anni particolare sviluppo ha avuto l'industria turistica, favorita dalla vicinanza del fiume Carcarañá. Sulle sue rive sono nati alcuni stabilimenti balneari, campeggi e strutture sportive di vario tipo (tennis, piscine, paddle, ecc.) che richiamano numerosi visitatori dalla vicina Rosario e da altre città del paese.

## Istituzioni culturali pubbliche
- Escuela de banda municipal, scuola musicale
- Grupo Municipal Los Hila, gruppo musicale municipale
- Orquesta municipal de Carcarañá, orchestra municipale
- Museo municipal de la ciudad de Carcarañá, Istituzione Culturale Municipale